# Église Saint-Pierre de Rosey
L'église Saint-Pierre de Rosey est une église située sur le territoire de la commune de Rosey dans le département français de Saône-et-Loire et la région Bourgogne-Franche-Comté.
Elle relève de la paroisse Saint-Vincent-des-Buis, qui a son siège à Buxy.

## Historique
L'église Saint-Pierre fait l'objet d'une inscription au titre des monuments historiques depuis le 18 février 1942.
L'église est située à l'écart du village, non loin d'une grosse demeure nommée encore, de nos jours, le « Prieuré », qui a jadis hébergé des moines (jusqu'à la fin du XVIIe siècle, époque où les moines bénédictins de Saint-Pierre de Chalon ont quitté Rosey). 
Ainsi, l'église fut à la fois église paroissiale et conventuelle. 
Le prieuré devint presbytère jusqu'à la Révolution française. La paroisse fut toutefois rattachée à Saint-Désert dès la Révolution.

## Description
L'église a conservé sa nef romane. 
Les peintures murales du XVIIIe siècle, découvertes au début des années 1990, ont été restaurées par de jeunes bénévoles dans le cadre de chantiers internationaux.
L'une de ses particularités est d'avoir conservé quatre porte-cierges datant de 1775, constitués chacun d'une hampe de bois peint supportant une bobèche sur laquelle est appliquée un panneau ovale de tôle peinte de deux anges portant un ostensoir qui renferme le Saint-Sacrement, surmonté d'une couronne à cinq fleurons (objets inscrits Monument historique le 30 décembre 1998).

## Culte
Édifice consacré du diocèse d'Autun relevant de la paroisse Saint-Vincent-des-Buis (siège à Buxy) – qui en est affectataire au titre de la loi de 1905 –, l'église de Rosey est, plusieurs siècles après sa construction, un lieu de culte catholique. 

## Ouverture et visite
L'église est ouverte toute l'année sur demande à la mairie de Rosey. 
L'intérieur est visible en été à travers la grille de l'entrée.